# André Ayew
Andre Ayew (Seclin, 1989. december 17. –) ghánai válogatott labdarúgó, a Le Havre csatára.
2011-ben a BBC rádióhallgatóinak szavazatai alapján Az év afrikai labdarúgójának választották.

## Sikerei, díjai

### Klub
- Olympique Marseille
  - Francia ligakupa: 2010–11, 2011–12
  - Francia szuperkupa: 2010, 2011

- Asz-Szadd
  - Katari Stars League: 2021–22
  - Katari kupa: 2021

### Válogatott
- Ghána U20
  - U20-as labdarúgó-világbajnokság: 2009
  - U20-as Afrikai nemzetek kupája: 2009